# Julius Friedländer (éditeur)
Pour les articles homonymes, voir Julius Friedländer (numismate).
Julius Carl Friedländer (né le 14 juin 1820 à Breslau et mort le 25 décembre 1889 à Berlin) est un éditeur prussien, marchand de livres, de musique et d'instruments.

## Biographie
Friedländer est le fils du libraire de Breslau Marcus Friedländer issu de son mariage avec Philippine Friedländer née Schweitzer. Il arrive jeune à Berlin et y fonde le 15 février 1845 avec M. A. Stern la maison d'édition musicale "Stern & Co.", qu'il continue à gérer seul à partir du 1er octobre 1852 ainsi qu'une librairie et une boutique de musique. Le local commercial est bientôt complété par un institut de prêt d'ouvrages musicaux et un salon de piano. Il se trouve d'abord sur le Werderscher Markt et à partir de 1859 sur Mohrenstraße (de) 36
L'un de ses clients les plus importants est la pianiste Clara Schumann, qui écrit de manière très positive sur Friedländer dans plusieurs lettres.
En 1857, il entre en possession de l'importante collection d'autographes du pianiste viennois Joseph Fischhof, qu'il vend à la Bibliothèque royale en 1859.
Le 21 avril 1860, il rachète l'éditeur de musique de Leipzig CF Peters grâce à un prêt de 29 000 thalers. En 1861, il invente une presse à imprimer à grande vitesse, qui permet de réduire les coûts d'impression de 800%. Il conserve sa résidence à Berlin et dirige maintenant la maison d'édition sous le nom de "CF Peters Leipzig und Berlin" séparément de sa maison d'édition berlinoise "Julius Friedländer vorm. Stern & Co. » dans la Mohrenstrasse. En 1880, il cède la maison d'édition à son partenaire Max Abraham pour un règlement de 600 000 marks.
De 1862 jusqu'à sa mort, Friedländer vit dans la même maison que la famille Simmel. En 1874, il prend la tutelle du philosophe Georg Simmel et en 1875 achète le château de Königsegg (de), où Simmel passe une partie de sa jeunesse. En 1887, Friedländer vend le château pour 77 000 marks afin de pouvoir régler la dette d'une mauvaise spéculation. Il lègue ensuite la majeure partie de sa fortune restante à Simmel, ce qui lui permet de mener une vie indépendante en tant que chercheur privé.
Friedländer vit pour la dernière fois au Schöneberger Ufer n ° 31, où il est mort de la grippe. Selon son certificat de décès, Georg Simmel signale sa mort.

## Famille
Julius Friedländer est marié à Elisabeth Friedländer née Pulvermacher (morte avant 1889) ; le mariage reste sans enfant. L'antiquaire Julius Friedländer (de) et le numismate Julius Friedländer ne sont pas liés à Friedländer.